# 青森県道129号関ケ平五代線
青森県道129号関ケ平五代線（あおもりけんどう129ごう せきがたいごだいせん）は、青森県弘前市を通る一般県道である。

## 概要
弘前市藍内字関ケ平の山間部から路線が始まり、ほぼ北上して弘前市悪戸で青森県道28号岩崎西目屋弘前線と約200mほど重複して岩木川を渡ると、 弘前市賀田で青森県道3号弘前岳鰺ケ沢線・青森県道35号五所川原岩木線交点に至り、弘前市五代まで県道3号に重複して路線が終わる。

### 路線データ
- 起点：弘前市大字藍内字関ケ平[1]
- 終点：弘前市大字五代[1]（青森県道3号弘前岳鰺ケ沢線上）

## 歴史
- 1983年（昭和58年）1月11日 - 県道に認定される[1]。

## 路線状況

### 重複区間
- 青森県道28号岩崎西目屋弘前線（弘前市大字悪戸・地内）
- 青森県道3号弘前岳鰺ケ沢線（弘前市大字賀田 - 弘前市大字五代・終点）

## 地理

### 交差する道路
- 青森県道204号相馬常盤野線（弘前市大字相馬）
- 青森県道28号岩崎西目屋弘前線（弘前市大字悪戸）
- 青森県道3号弘前岳鰺ケ沢線・青森県道35号五所川原岩木線（弘前市大字賀田）
- 青森県道3号弘前岳鰺ケ沢線（弘前市大字五代、終点）

### 沿線の施設など
- 一丁木簡易郵便局
- 星と森のロマントピアそうま（そうまロマントピアスキー場）
- 弘前市立相馬中学校
- 弘前市役所 相馬庁舎
- 弘前市立相馬小学校
- 弘前市立青柳小学校
- 弘前市立西小学校
- イオンタウン弘前樋の口（マックスバリュ樋の口店）
- 弘前市立岩木小学校
- 岩木郵便局